# Ostracion
Ostracion – rodzaj morskich ryb rozdymkokształtnych z rodziny kosterowatych.

## Klasyfikacja
Gatunki zaliczane do tego rodzaju:

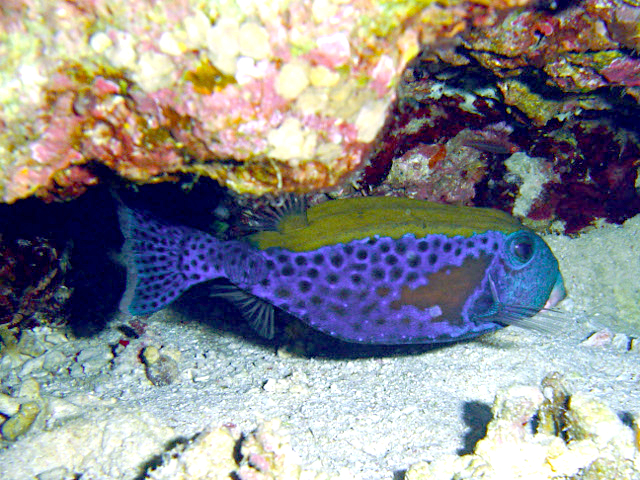
Ostracion clippertonense
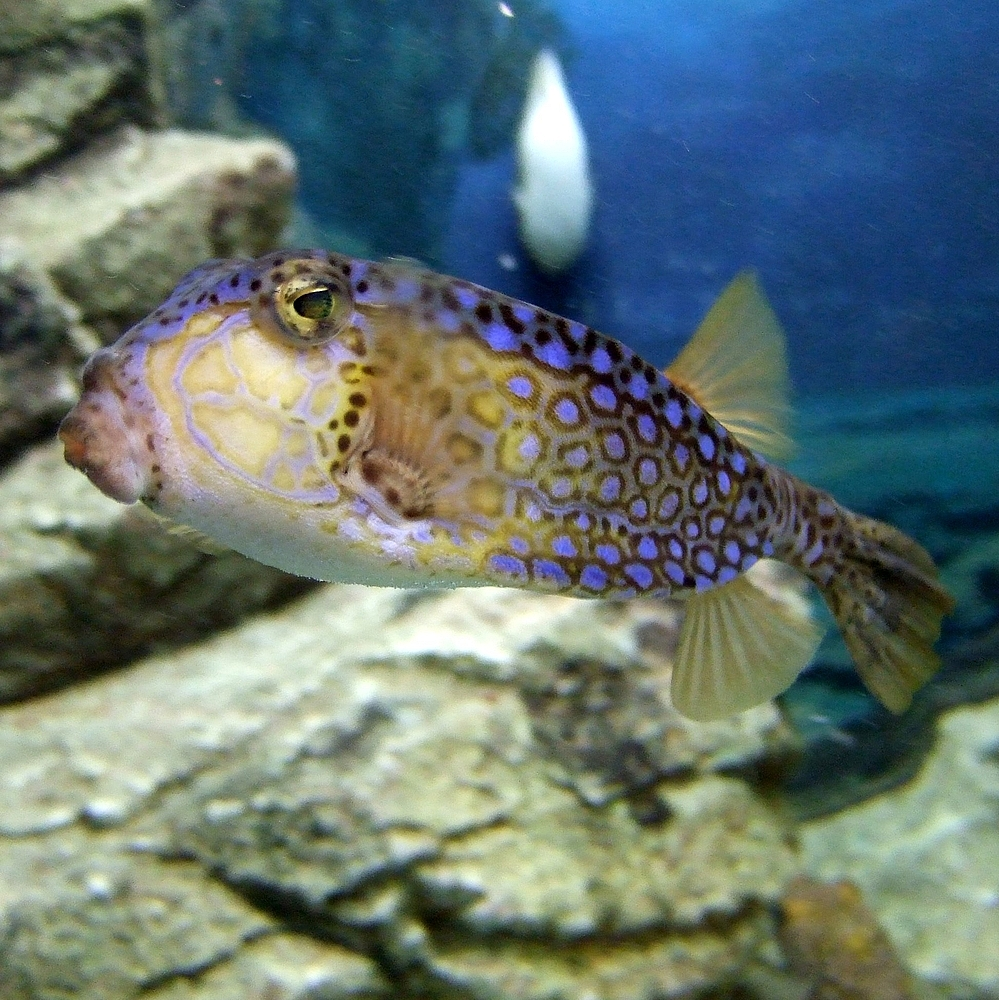
Ostracion cubicus
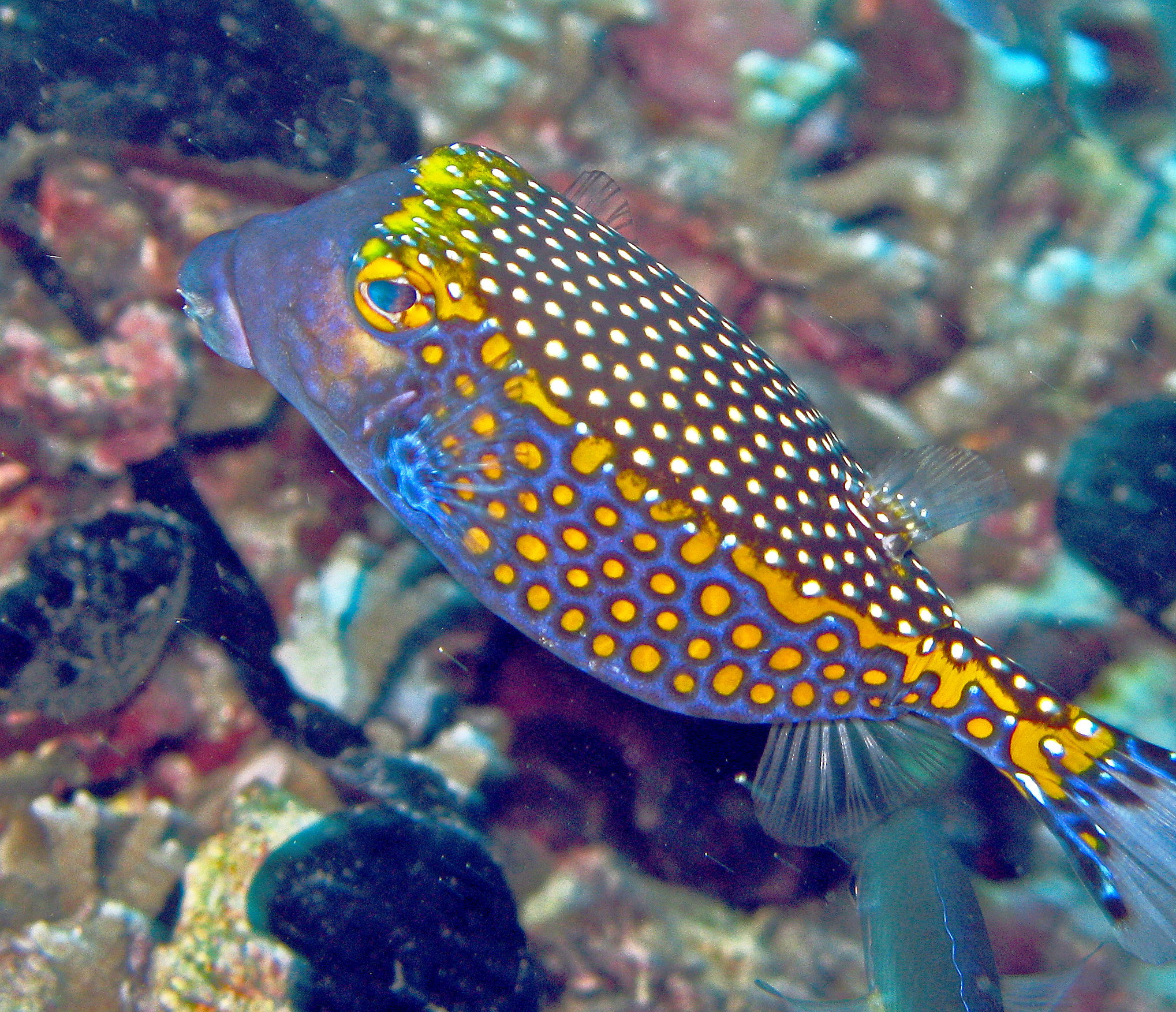
Ostracion cyanurus
- Ostracion immaculatus
- Ostracion meleagris – kostera plamista[potrzebny przypis]
- Ostracion solorensis
- Ostracion trachys
- Ostracion whitleyi

- Ostracion cyanurus
- Ostracion immaculatus
- Ostracion meleagris